# Letanía de la humildad
No se conoce con certeza la historia de esta letanía. Aparece en múltiples devocionarios a partir de mediados del siglo XIX (por ejemplo, en inglés en 1867, y en francés en 1865, 1873 y 1866)). Antes de esa fecha el P. Giseppe Ignazio Franchi, en su Trattato pratico e istruttivo dell'amore al propio disprezzo indirizzato a condurre le anime al conseguimento della vera umiltà ya contiene unas "letanías de la humildad", aunque son muy diversas de las que hoy se conocen con ese nombre.
Al parecer fue Charles Belmonte quien, al publicar su Handbook of Prayers (Studium Theologiae Foundation, Manila, 1986) diciendo que se atribuían al Card. Merry del Val, en muchas publicaciones posteriores apareció este último como su autor. El mismo Card. Angelo Sodano, en una homilía con ocasión del centésimo aniversario del nombramiento del Cardenal anglo-español como secretario de estado, hablaba de estas letanías como "sus letanías de la humilidad". Sin embargo, en las últimas ediciones del Handbook of Prayer del Midwest Theological Forum se dice simplemente: «Letanías de la humildad que el Cardenal Merry del Val solía recitar después de celebrar la Santa misa». Por otro lado en su Breviario Laico, Gianfranco Ravasi cita una oración de san Carlos de Foucauld que contiene varias de las peticiones de esta letanía, y dice que estas "letanías de la humildad" fueron "compuestas por un testimonio del Evangelio hasta el martirio, Charles de Foucalud". Sin embargo, por lo dicho arriba, atribuir las letanías a cualquiera de estos dos personajes es inverosímil.
Hay una gran semejanza entre esta letanía y la letanía para conseguir la paz interior, cuyo origen se puede remontar con certeza sólo a 1945, cuando se encontró en una hoja suelta dentro de un antiguo y no identificado manual de oraciones».

## Contenido
(Del Cardenal Merry del Val)
Jesús manso y humilde de Corazón, Óyeme
Del deseo de ser lisonjeado, Líbrame Jesús
Del deseo de ser alabado, Líbrame Jesús
Del deseo de ser honrado, Líbrame Jesús
Del deseo de ser aplaudido, Líbrame Jesús
Del deseo de ser preferido a otros, Líbrame Jesús
Del deseo de ser consultado, Líbrame Jesús
Del deseo de ser aceptado, Líbrame Jesús
Del temor de ser humillado, Líbrame Jesús
Del temor de ser despreciado, Líbrame Jesús
Del temor de ser reprendido, Líbrame Jesús
Del temor de ser calumniado, Líbrame Jesús
Del temor de ser olvidado, Líbrame Jesús
Del temor de ser puesto en ridículo, Líbrame Jesús
Del temor de ser injuriado, Líbrame Jesús
Del temor de ser juzgado con malicia, Líbrame Jesús
Que otros sean más amados que yo, Jesús dame la gracia de desearlo
Que otros sean más estimados que yo, Jesús dame la gracia de desearlo
Que otros crezcan en la opinión del mundo y yo me eclipse, Jesús dame la gracia de desearlo
Que otros sean alabados y de mí no se haga caso, Jesús dame la gracia de desearlo
Que otros sean empleados en cargos y a mí se me juzgue inútil, Jesús dame la gracia de desearlo
Que otros sean preferidos a mí en todo, Jesús dame la gracia de desearlo
Que los demás sean más santos que yo con tal que yo sea todo lo santo que pueda, Jesús dame la gracia de desearlo
Oremos:
Oh Jesús que, siendo Dios, te humillaste hasta la muerte, y muerte de cruz, para ser ejemplo perenne que confunda nuestro orgullo y amor propio. Concédenos la gracia de aprender y practicar tu ejemplo, para que humillándonos como corresponde a nuestra miseria aquí en la tierra, podamos ser ensalzados hasta gozar eternamente de ti en el cielo.
Amén.